# Drawa
Die Drawa (deutsch Drage) ist ein rechter, 186 km langer Nebenfluss der Netze (polnisch Noteċ) in Polen.

## Name
Der Name leitet sich vermutlich von der indo-europäischen Wurzel  *dʰreybʰ- („fahren, ziehen“) eine germanische Variation ist *drag-a-(‚ziehen‘), vergleiche altindisch dravati für laufen.
Draga bedeutet auch „die liebliche“ in Slawischen Sprachen.

## Verlauf und Einzugsgebiet
Das Quellgebiet der Drawa ist das Tal von Fünfsee im Teilgebiet Pommersche Schweiz der Pommerschen Seenplatte südlich von Połczyn-Zdrój (Bad Polzin) nahe Ogrodno (Ravelsberg) im Powiat Świdwiński (Schivelbein) in 212 Metern über NN in Hinterpommern. Sie fließt in vorherrschend südlicher Richtung und mündet unweit der Stadt Krzyż Wielkopolski (Kreuz (Ostbahn)) in die Netze.
Das gesamte Einzugsgebiet der Drawa umfasst 3.296 km². Auf ihrem Weg durchfließt sie den Jezioro Drawsko (Dratzigsee) und den Jezioro Krosino (Krössinsee) an Złocieniec (Falkenburg)  und Drawsko Pomorskie (Dramburg) vorbei in den Jezioro Lubie (Großen Lübbesee), von wo aus sie durch ein kiefernbestandenes Sandgebiet an Stare Osieczno (Hochzeit) vorbei in die Netze strömt. Über die Drawabrücke bei Stare Osieczno führt die polnische Landesstraße Droga krajowa 22 (DK 22), früher die Reichsstraße 1.
Der Fluss fließt durch den 1990 ausgewiesenen Nationalpark Drawa. Heute ist die Drawa ein Paradies für Wassersportler.

## Geschichte

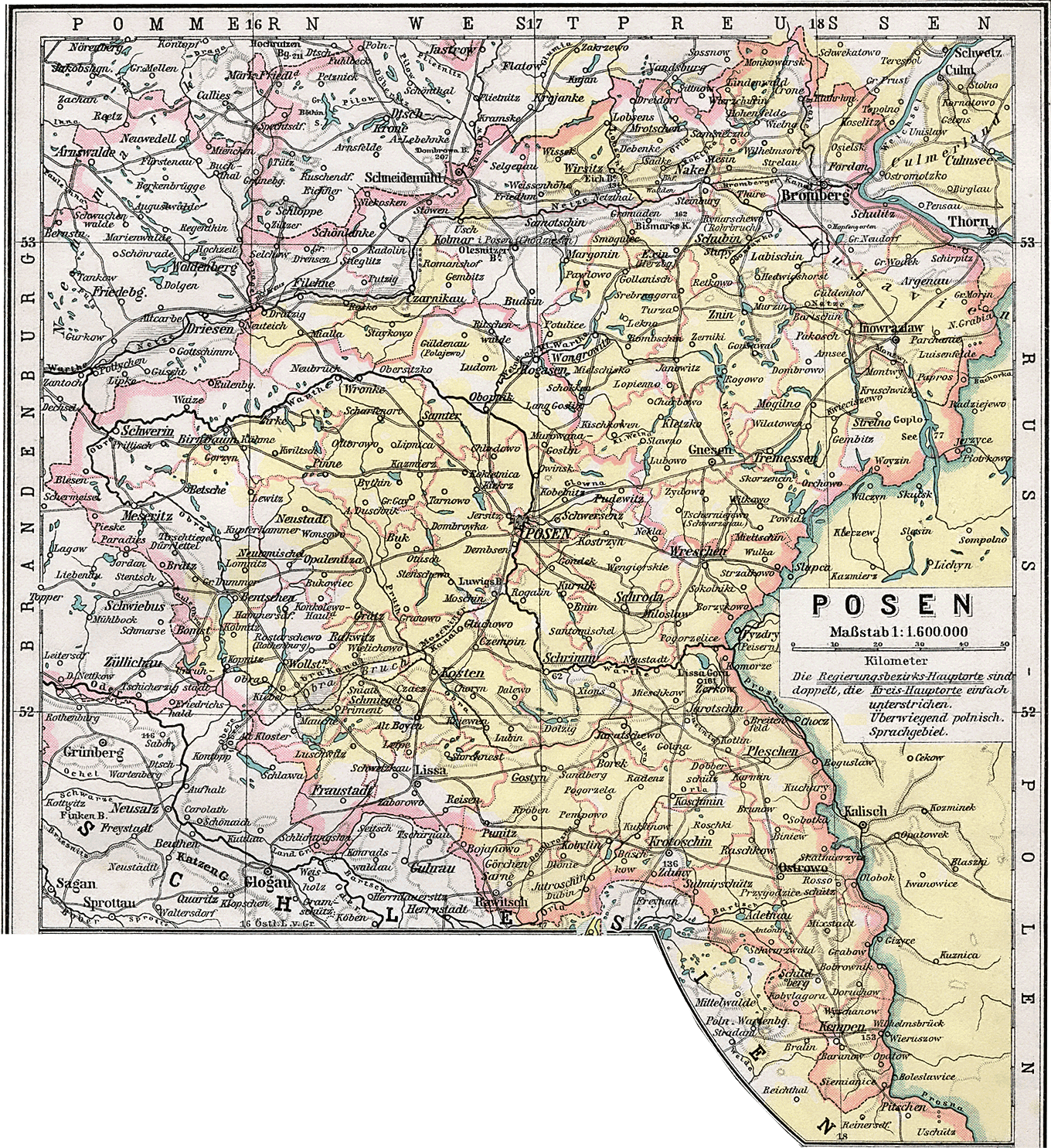
Verlauf der Drage in der Nähe ihrer Einmündung in die Netze bei dem Dorf Dratzig südwestlich der Stadt Schneidemühl auf einer Landkarte der Provinz Posen von 1905 (gelb markierte Flächen kennzeichnen Gebiete mit seinerzeit mehrheitlich polnischsprachiger Bevölkerung)

Von 1368 bis 1772 bildete die Drage/Drawa die Grenze zwischen Brandenburg und Polen. Hier lag auch bis zur Reformation die Grenze der Bistümer Cammin und Posen. In preußischer Zeit bildete sie vom Dorfe Blumenwerder (heute polnisch: Piaseczno) im Landkreis Neustettin bis zur Mündung die Grenze zwischen der Neumark und dem westpreußischen Netzedistrikt.
Wegen ihrer durch viele nacheiszeitlichen Seen bewirkten ausgeglichenen Wasserführung wurde die Drawa zur Holzflößerei benutzt. Der Kurfürst Friedrich Wilhelm von Brandenburg unternahm 1680 und 1681 Anstrengungen, die Drawa schiffbar zu machen, um den Handelsverkehr zwischen Hinterpommern und der Neumark zu fördern. Bis Stare Osieczno (Hochzeit) war sie im 18. und 19. Jahrhundert auch schiffbar, allerdings musste man die Kähne flussaufwärts treideln.
Die Drawabrücke bei Stare Osieczno (Hochzeit) ist ein historischer Ort, da (höchstwahrscheinlich) hier in der Nähe der letzte souveräne Herzog von Pommerellen, Mestwin II., im Vertrag an der Dragebrücke von den Markgrafen von Brandenburg einen Teil Hinterpommerns zum zweiten Mal zu Lehen nahm. Außerdem spielte sich hier eines der letzten militärischen Kapitel des Untergangs des „Dritten Reichs“ ab.
Seit 1918 gibt es bei Borowo (Alt Springe) ein Wasserkraftwerk.